# Hervé Marseille
Pour les articles homonymes, voir Marseille (homonymie).
Hervé Marseille, né le 20 août 1954 à Abbeville (Somme), est un homme politique français. Sénateur des Hauts-de-Seine depuis 2011, il est président du groupe parlementaire Union centriste (UC) au Sénat depuis 2017 et du parti politique Union des démocrates et indépendants (UDI) depuis 2022. Il est également conseiller municipal de Meudon après en avoir été longtemps le maire.

## Biographie
Ancien responsable du Parti social-démocrate, Hervé Marseille est élu maire de Meudon en 1999 et conseiller général dans le canton de Meudon en 2004. Il soutient Nicolas Sarkozy lors de l'élection présidentielle de 2007, ce qui lui vaut une suspension de l'Union pour la démocratie française (UDF). Par la suite membre du Nouveau Centre (NC), il est désigné délégué national au sein de ses instances dirigeantes provisoires puis secrétaire général adjoint chargé des élections au congrès de Nîmes, organisé en 2008.
Entré au conseil d'administration de l'Établissement public pour l'aménagement de la région de la Défense (EPAD) le 17 juillet 2009, il démissionne trois mois plus tard. Dans le même temps, Jean Sarkozy se présente à la présidence de l'EPAD, ce qui déclenche une polémique, notamment à gauche.
Le 28 octobre 2010, par décret présidentiel, Hervé Marseille est nommé au Conseil économique, social et environnemental.
Il devient président du groupe UMP-NC au conseil général des Hauts-de-Seine en mars 2011, après avoir été réélu avec 57 % des voix au second tour. Il démissionne de son mandat de conseiller général à la suite de son élection au Sénat, après une candidature infructueuse en 2004.
En 2013, il s'oppose au mariage entre personnes de même sexe, critiquant le gouvernement pour avoir accordé une priorité à cette question sociétale dans un contexte de hausse du taux de chômage,.
Il est élu président de la Force européenne démocrate lors du congrès du 27 juin 2015, succédant à Jean-Christophe Lagarde. Il soutient Alain Juppé pour la primaire présidentielle des Républicains de 2016.
Il est réélu sénateur en 2017 avec 14,29 % des suffrages sur la liste UDI « Avec vous, pour nos communes », qu'il mène. Il devient président du groupe Union centriste en octobre 2017.
Le 20 octobre 2017, pour respecter la loi limitant le cumul des mandats, il démissionne de sa fonction de maire de Meudon au profit de Denis Larghero. Il démissionne également de la présidence du Syctom et de ses autres mandats exécutifs locaux.
Il coécrit en 2021, avec Bruno Retailleau, qui occupe la présidence du groupe Les Républicains au Sénat, une résolution non-contraignante portant sur la « lutte contre toutes les formes d'antisémitisme ». Cette initiative se révèle analogue à celle antérieurement adoptée de peu à l'Assemblée nationale en 2019 et qui assimile l'antisionisme à la définition de l'antisémitisme.
Le 10 décembre 2022, il est élu président de l'UDI, succédant à Jean-Christophe Lagarde.
Lors d'un entretien sur Radio J le 8 février 2023, il accuse les députés La France insoumise de transformer l'Assemblée nationale « en camp de gitans » à propos des débats sur la réforme des retraites, propos qui suscitent l'indignation d'une partie de la classe politique, notamment à gauche, ainsi que de l'Association nationale des gens du voyage citoyens (ANGVC), qui déplore des « propos inacceptables » et annonce son intention de porter plainte. Devant la polémique, Hervé Marseille reconnaît avoir « sûrement fait preuve d'imprudence verbale », accusant cependant les Insoumis d'avoir fait une instrumentalisation « nauséeuse » de ses propos. Pour Mediapart, le silence du gouvernement, de la droite et de la plupart des médias sur cette déclaration illustre la « banalisation de l'antitsiganisme en France ».
Aux élections sénatoriales de 2023, tête de liste pour la quatrième fois, il est réélu avec le soutien du Mouvement démocrate et de Horizons.

## Prises de position

### Réforme des retraites
Il se prononce en faveur du report de l'âge légal de départ à la retraite à 64 ans et d'une accélération de la réforme Touraine – laquelle prévoit que la durée de cotisation, pour obtenir une retraite à taux plein, augmente d'un trimestre tous les trois ans.

### Cumul des mandats
Le journaliste Jérôme Cordelier écrit que l'intérêt d'Hervé Marseille pour le cumul des mandats remonte à l'époque où il « a fait ses premières armes dans le sillage de Max Lejeune, maire d'[Abbeville], grand cumulard ». Dans son discours de remise du prix du meilleur sénateur 2023, Nathalie Mauret analyse qu'Hervé Marseille est « l’incarnation de l’ancien monde en politique, celui où on pouvait cumuler gaiement tous les postes sans aucun souci ».
En juillet 2021, Hervé Marseille dépose une proposition de loi visant à permettre à un parlementaire national et européen d’être également maire ou adjoint au maire d’une commune de moins de 10 000 habitants (soit 97 % des communes de France). Pour Hervé Marseille, « attaché à un parlementarisme ancré dans la réalité des territoires », la loi sur l’interdiction du cumul des mandats a eu des effets dommageables, alimentant le sentiment de députés et sénateurs « déconnectés du réel ». Il considère que le principal reproche lié au cumul des mandats est relatif au cumul des rémunérations. La proposition de loi prévoit ainsi d’interdire le cumul d’indemnités attaché à ces fonctions avec l’indemnité parlementaire. Adoptée par le Sénat (pour 197, contre 119), la proposition est rejetée en première lecture par l'Assemblée nationale.

### Droit de grève
En février 2024, Hervé Marseille présente une proposition de loi du groupe centriste du Sénat visant à restreindre le droit de grève en France. Cette initiative cible spécifiquement le secteur des transports, proposant une réglementation stricte pendant des périodes sensibles telles que les vacances scolaires. Assimilant les grévistes à des preneurs d'otages, il propose que le gouvernement ait à sa disposition un capital annuel de 60 jours d'interdiction de grève.

### Inscription de l'IVG dans la Constitution
Il s'oppose à l'inscription de l'interruption volontaire de grossesse (IVG) dans la Constitution.

## Détail des mandats et fonctions
- Président directeur général de Régie Inter Océans, la régie publicitaire de RFO (1988-1990)[24]
- Maire de Meudon (1999-2017). En 2017, en raison de l'interdiction du cumul des mandats de maire et de sénateur, il renonce à la fonction de maire mais reste conseiller municipal de la ville de Meudon[25]. Il bénéficie du titre de maire honoraire.
- Nommé conseiller d'État en service extraordinaire par décret du 7 février 2005 sur proposition du ministre des Affaires étrangères[26]. Durée de la fonction non identifiée (selon l'article L121-5 du code de justice administrative  en vigueur à l'époque, "Les conseillers d'Etat en service extraordinaire sont nommés pour une durée de quatre ans non renouvelable avant l'expiration d'un délai de deux ans).[27]
- Devient administrateur de l'Établissement public pour l'aménagement de la région de la Défense (EPAD) le 17 juillet 2009 mais démissionne trois mois plus tard, en octobre, afin de laisser sa place vacante à Jean Sarkozy afin que ce dernier puisse se présenter à la présidence de l'institution[28].
- Membre du Conseil économique, social et environnemental[29] (2010-2011). Il est nommé par décret présidentiel (Nicolas Sarkozy) le 28 octobre 2010 au titre des personnalités qualifiées choisies en raison de leur expérience dans le domaine social, culturel, sportif ou scientifique, dans le secteur du logement social ou en raison de leur action en faveur des personnes handicapées ou des personnes retraitées. Son mandat prend fin après un an, le 6 octobre 2011, pour incompatibilité avec son élection en tant que sénateur[30].
- Sénateur des Hauts de Seine (depuis 2011)[31]
- Vice-président de la communauté d'agglomération Arc de Seine puis de Grand Paris Seine Ouest (2004-2017), conseiller communautaire[32]

## Blagues et remarques acerbes
À l'instar de l'un de ses mentors André Santini, Hervé Marseille est connu pour son goût du bon mot, quitte à agacer sur les bancs parlementaires, comme le met en exergue Nathalie Mauret dans son portrait sur le trombinoscope :
« L’avis et les analyses de ce presque septuagénaire sont respectés sur tous les bancs, même si parfois certains s’agacent (gentiment) de celui qu’ils appellent « Monsieur petites blagues ». La politique le passionne et blagues, jeux de mots et autres calembours lui permettent de la mettre à distance, de se protéger des attaques. »
Cette facette est soulignée par le journal L'Opinion, dans un article titré « Hervé Marseille, la politique par le rire » du 22 octobre 2023 : « Hervé Marseille est un corrupteur. Son carburant n’est pas l’argent, mais le rire. Quand il parle de Tata Babou, il désigne Élisabeth Borne, Première ministre. Les rencontres de Saint-Denis du 30 août deviennent « la soirée mousse de Macron ». »
Dans son article « Hervé Marseille, l’homme qui tire les ficelles au Sénat », Nathalie Schuck sous-titre son papier immédiatement par : « Le désopilant centriste, allié de Gérard Larcher, est souvent décrit comme un « tonton flingueur ». »

## Mise en cause
Hervé Marseille est mis en cause par un salarié de l'association Seine Ouest Entreprise et Emploi, l'agence économique du territoire Grand Paris Seine Ouest. Il fait l'objet, conjointement avec l'ancienne Directrice, Mme Christine Boulos, d'une plainte pénale pour harcèlement moral .

## Décorations et distinctions
- Chevalier de la Légion d'honneur (2002)[37]
- Officier de l'ordre national du Mérite (2011)[38]
- Prix du meilleur sénateur 2023[19]